# Nes (Akershus)
Pour les articles homonymes, voir Nes.
Nes est une kommune de Norvège. Elle est située dans le comté d'Akershus.